# Ljungby (stad)
Ljungby is de hoofdstad van de gemeente Ljungby in het 'landschap' Småland en de provincie Kronobergs län in Zweden. De plaats heeft 15.100 inwoners (2012) en een oppervlakte van 1085 hectare. 

## Verkeer en vervoer
De plaats ligt op de plek waar de E4 en de Riksväg 25 elkaar kruisen. Ook loopt hier de Länsväg 124.

## Geboren in Ljungby
- Gunnar Fischer (1910-2011), cameraman
- Kjell-Erik Ståhl (1946-2025), atleet
- Rade Prica (1980), voetballer

Ljungby · Lagan · Ryssby · Lidhult · Kånna · Vittaryd · Angelstad · Agunnaryd · Hamneda · Dörarp · Bolmen · Byholma en Grimshult